# سالن رقص (فیلم)
سالن رقص (انگلیسی: Dance Hall) فیلمی در ژانر موزیکال به کارگردانی چارلز کریچتون است که در سال ۱۹۵۰ منتشر شد. از بازیگران آن می‌توان به پتولا کلارک اشاره کرد.

## بازیگران
- Donald Houston در نقش Phil
- Bonar Colleano در نقش Alec
- پتولا کلارک در نقش Georgie Wilson
- Natasha Parry در نقش Eve
- Jane Hylton در نقش Mary
- دایانا دورس در نقش Carole
- Gladys Henson در نقش Mrs Wilson
- سیدنی تفلر در نقش Jim Fairfax (Dance Hall Manager)
- داگلاس بار در نقش Peter
- فرد جانسون در نقش Mr Wilson
- جیمز کورنی در نقش Mike
- کی کندال as Doreen
- یونیس گیسون در نقش Mona
- دندی نیکولز در نقش Mrs Crabtree